# Бакинское высшее общевойсковое командное училище имени Верховного Совета Азербайджанской ССР
Бакинское высшее общевойсковое командное училище (БВОКУ) — одно из старейших высших военных учебных заведений СССР, существовало с 1939 года по 1991 год. 
В разные годы готовило специалистов различных воинских специальностей.

## История

### Создание
Свою историю Бакинское высшее общевойсковое командное училище ведёт от Грозненского военного пехотного училища. 29 ноября 1939 года был издан приказ № 04837 Наркомата обороны СССР «О формировании в городе Грозный Грозненского пехотного военного училища» в составе 4-х батальонов, по 400 курсантов в каждом.
Большинство курсантов прибыло в формируемое училище из Харьковской, Орловской областей, Северного Кавказа и республик Средней Азии. Командный и преподавательский состав был подобран из числа наиболее подготовленных командиров, проходивших службу в Северо-Кавказском военном округе. Среди прибывших на командную и преподавательскую работу в училище 31 человек имели среднее образование и 115 человек неполное среднее образование. Начальником училища был назначен полковник Сытников Василий Григорьевич, военным комиссаром—полковой комиссар Брансбург Лев Шнеерович
1 января 1940 года училище было сформировано, и курсанты приступили к занятиям.
22 февраля 1940 года училищу в торжественной обстановке было вручено Красное Знамя областным комитетом ВКП(б) и Советом Народных Комиссаров Чечено-Ингушской АССР.
28 августа 1940 года приказом Наркома обороны СССР № 0195 Грозненское пехотное училище передано в подчинение Начальнику Управления военно-учебных заведений.
Перед войной училище готовило курсантов по трём профилям: 50 % — по профилю командиров стрелковых взводов, 30 % — командиров пулемётных взводов и 20 %- командиров минометных взводов. В июне 1941 года состоялся первый выпуск молодых командиров по ускоренной программе.

### Во время Великой Отечественной войны
С 1 июля 1941 года училище перешло на подготовку будущих командиров по сокращенным программам 4-х и 6-ти месяцев.
В 1941 года состоялся 3-й выпуск командиров по ускоренной программе, кроме этого было подготовлено и выпущено 2000 политбойцов.
Всего Грозненское пехотное военное училище (1-го формирования) осуществило пять выпусков командиров, последний пятый выпуск — в мае 1942 года. В июне 1942 года курсанты училища были отправлены на фронт в район Сталинграда. В боях у Калача-на-Дону (июль-август 1942) курсантский полк понес большие потери и прекратил свое существование.

#### Грозненский курсантский стрелковый полк
13 июля 1942 года Грозненское пехотное военное училище (1-го формирования) в составе 2435 человек, под командованием начальника училища, полковника Василия Григорьевича Сытникова, с Боевым Знаменем и оркестром училища, убыло в состав 64-й армии генерал-лейтенанта В. И. Гордова (с конца июля 1942 г. генерал-майор М. С. Шумилов) на только что созданный Сталинградский фронт, как Грозненский курсантский стрелковый полк.
Полк принял свой первый бой в день начала Сталинградской битвы. Большинство курсантов погибло в районе хутора Васильевка, начальник училища полковник В. Г. Сытников пропал без вести.
22 августа противник обошел Васильевку, и Грозненский курсантский полк  оказался в окружении. Попытки разорвать кольцо врага не удались. К этому времени полк имел большие потери в живой силе и технике. Так, только с 1 по 15 августа 1942 года полк потерял 656 человек, в том числе было убито 114, ранено 338 и без вести пропало 204 человека. Находясь в окружении, воины курсантского полка проявили чудеса храбрости. Политрук С. Лукьянов с группой курсантов в течение одного дня отбил 9 вражеских атак. Противник наращивал удары, бросал в бой новые и новые танковые и пехотные соединения. Гитлеровское командование стремилось сломить сопротивление войск левого крыла 64-й армии, на котором находился и Грозненский курсантский полк. Несмотря на массовый героизм офицеров и курсантов Грозненского полка, обстановка все более и более осложнялась. Тылы полка оказались отрезанными, патроны и гранаты были на исходе. Подвести продукты и боеприпасы не представлялось возможным. В течение двух суток, 22 и 23 августа, предпринимались все меры, чтобы выйти из окружения. Однако прорваться не удалось. Два дня курсанты не получали пищи. В создавшейся обстановке командование училища приняло решение: выходить из окружения любой ценой. Ночь с 24 на 25 августа была темная, моросил мелкий дождь. Собрав все свои силы и средства, полк предпринял последнюю контратаку, сбил противника и с большими потерями вышел из окружения, соединившись с частями 64-й армии, оборонявшей южные подступы к Сталинграду.
30 августа, после ожесточенных боев, полк был отведен на средний оборонительный рубеж, а 2 сентября — на внутренний. Главный итог августовских боев на рубеже Абганерово-Плодовитое, в районе Васильевки, при всех их осложнениях и неудачах состоял в том, что части и соединения 64-й армии все-таки остановили 3-ю танковую армию Гота, не дали ей завладеть приволжскими высотами у Красноармейска и ворваться в Сталинград с юга, нанесли врагу невосполнимые потери. В боях на Волге курсанты и офицеры Грозненского курсантского полка своими боевыми подвигами прославили родное училище. За 45 дней жарких боев 379 воинов полка были награждены орденами и медалями Советского Союза. 6 сентября 1942 года из Грозненского, 1-го и 3-го Орджоникидзевских и Краснодарского курсантских полков был сформирован Сводный курсантский полк. Этот полк принимал участие в обороне подступов к южной части Сталинграда, в окружении немецкой группировки и ее разгроме. Оставшиеся в живых курсанты в училище не возвращались.
29-я стрелковая дивизия была пополнена также участвовавшими в боях за Сталинград курсантскими полками Винницкого, Грозненского, 1-го и 2-го Краснодарских военных пехотных училищ.

#### Грозненское военное пехотное училище (2-го формирования)
С 13 июля 1942 года до начала августа было сформировано Грозненское военное пехотное училище (2-го формирования) по старому штату и тем же 3-м профилям. Формировал исполняющий обязанности начальника училища полковник Шелков-Езов Г. В.
В начале августа Грозненское военное пехотное училище (2-го формирования) было передислоцировано в г. Душети из-за приближения фронта к г. Грозный.
В первые же дни после прибытия в Душети, по приказу командования Закавказского фронта училищем были сформированы из курсантов две отдельные горно-стрелковые роты по 155 человек в каждой. 2 сентября 1942 года эти роты убыли в Действующую армию для обороны горных перевалов Главного Кавказского хребта, где шли упорные бои с немецкими егерскими дивизиями 49-го горно-стрелкового корпуса. Учитывая отсутствие в Душети условий для нормального обучения курсантов, высшим руководством было принято решение о передислокации Грозненского пехотного училища в город Баку.
К 25 октября 1942 года училище передислоцировалось в город Баку на базу Бакинского пехотного училища имени Серго Орджоникидзе, убывшего на Закавказский фронт 16.09.1942 года в составе 164-й и 165-й отдельных стрелковых бригад.
В конце 1942 года состоялся шестой выпуск курсантов Грозненского пехотного училища со дня его основания и первый — Грозненского военного пехотного училища (2 ф.).
В 1943 года в училище было произведено пять выпусков — самое большое количество за всю историю училища.
9 декабря 1943 года состоялось торжественное вручение Красного Знамени и грамоты к нему от имени Президиума Верховного Совета СССР.
В начале 1945 года Управление военно-учебных заведений Сухопутных войск приняло решение оставить Грозненское военное пехотное училище (2-го формирования) на постоянную дислокацию в городе Баку. В связи с этим, приказом НКО от 13 марта 1945 года училище получило новое наименование «Бакинское пехотное училище».
Бакинское (Грозненское) пехотное училище внесло достойный вклад в победу советского народа над фашистской Германией, подготовив в годы войны более 9000 кадровых офицеров.

### Послевоенный период

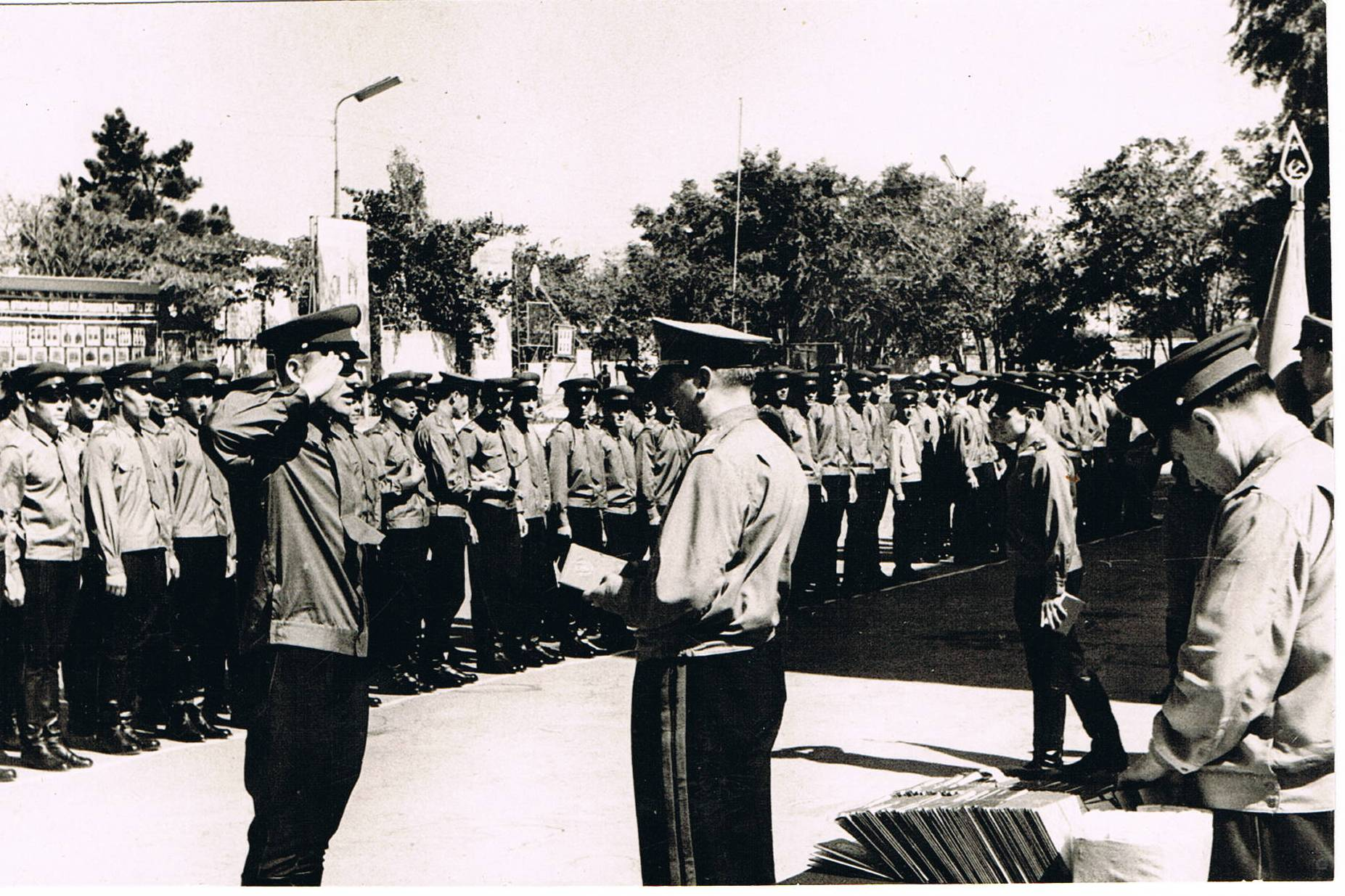
Генерал армии Куркоткин С. К. вручает золотую медаль лейтенанту Дорофееву А. А. 1968 год.

Парад на площади им. В. И. Ленина, 1970 г. Полковники Чурилов И. К., Смазилкин ВС., Злодеев И. В.

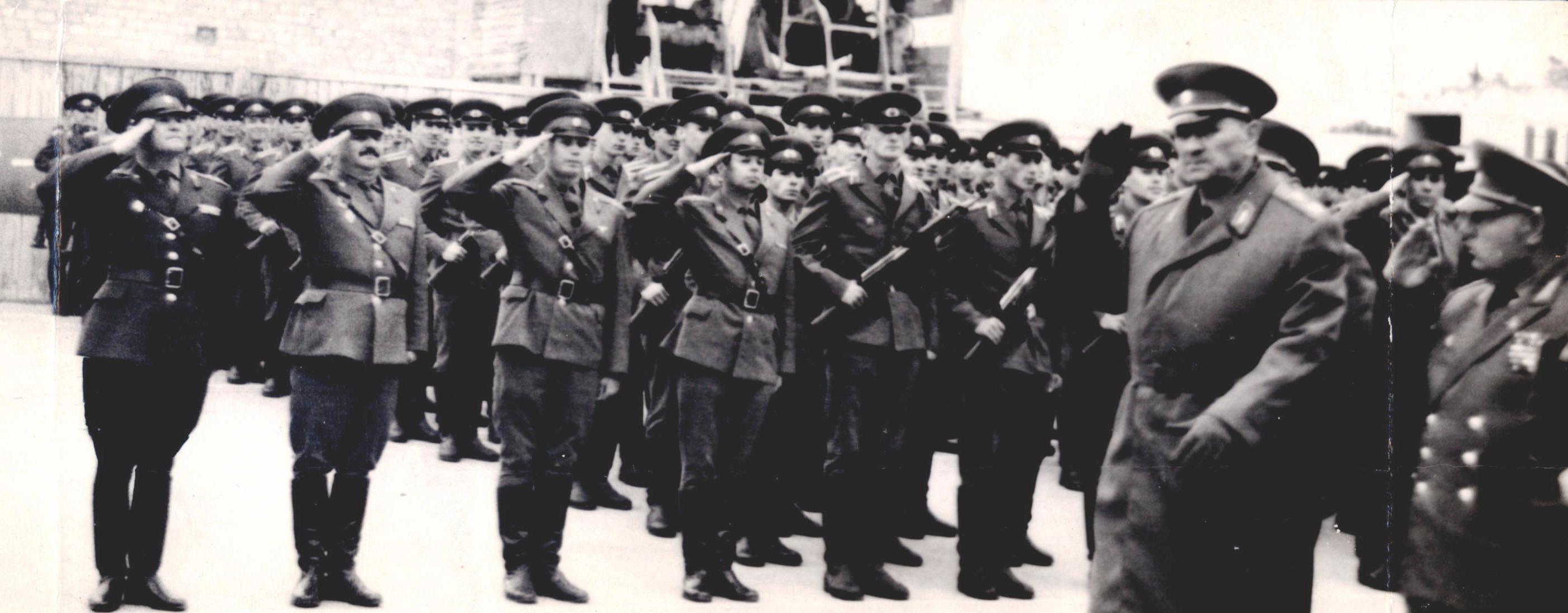
4-й батальон на встрече министра обороны СССР Маршала Гречко А. А., 1970 г.

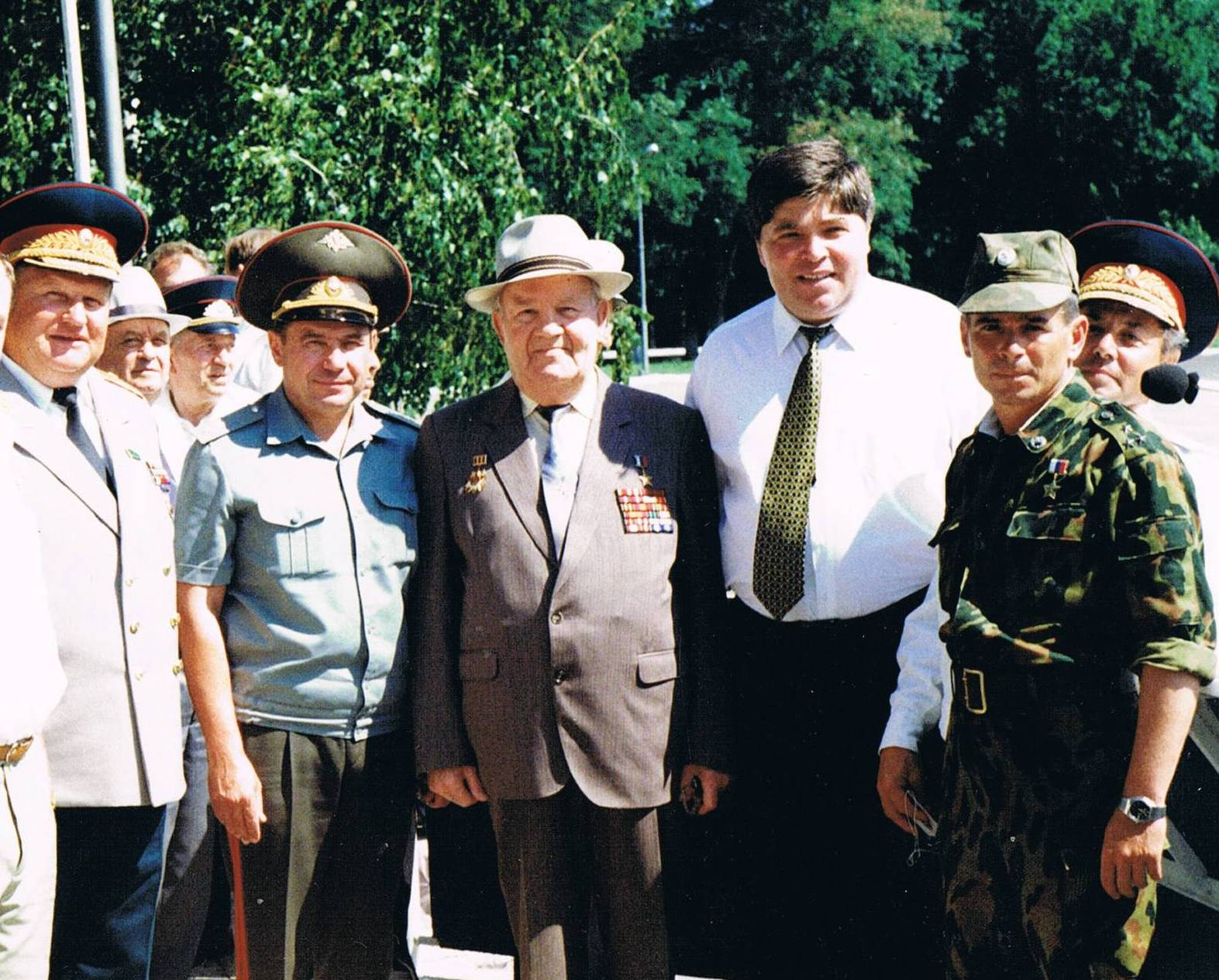
Выпускники БВОКУ генералы Дорофеев А. А. Ткачев Н. Ф., преподаватель училища Герой России Дорофеев А. В., премьер-министр Республики Адыгея Тхаркахов М. Х. и Герой России полковник Олег Александрович Козлов Майкоп 1998 год.

В 1945 году введена трехгодичная программа обучения. В 1950 году на основании директивы Генерального штаба, училище перешло на программу с двухгодичным сроком обучения, по которой состоялось три выпуска в 1952, 1953 и 1954 гг.
По итогам выпуска 1951 года Бакинское пехотное училище заняло 6-е место среди пехотных училищ страны. Это самое высокое достижение училища за все годы его существования.
В 1952 году курсанты училища впервые совершили восхождение на зачетную вершину главного Кавказского хребта гору Шах-Даг, высотой 4250 метров над уровнем моря. Курсанты, покорившие вершину, получили спортивный знак Альпинист СССР 1 ступени. С этого времени покорение горной вершины стало являться частью специальной программы горной подготовки и совершалось курсантами училища ежегодно до 1969 года.
В марте 1954 года училище было переименовано в Бакинское военное училище.
К концу 1957 года в училище остался один профиль командиров стрелковых подразделений.
21 июня 1958 года училище, в числе лучших десяти военных училищ (пехотных), было преобразовано в Бакинское высшее общевойсковое командное училище.
В августе 1960 года состоялся последний выпуск но программе среднего военного училища и единственный по профилю танкового техника, как второй специальности.
Теперь срок обучения увеличился до четырёх лет, из них: первый год отводился на изучение основ военного дела и получение практических навыков в несении воинской службы в войсках, в 1958 году в г. Ленинакан и г. Степанаван, в 1959 году в г. Баку (Сальянские казармы), с 1960 по 1965 гг. в г. Тбилиси на базе 100-й мотострелковой дивизии ЗакВО. Последующие три года отводились на теоретическую и практическую подготовку непосредственно в училище в Баку. Выпускники получали среднее военное и высшее общее образование (преподаватель физики, математики).
С 1946 по 1960 гг. занесены на Доску почета 100 выпускников-отличников, окончивших училище по 1-му разряду (с отличием).
26 августа 1961 года был произведен первый торжественный выпуск отряда молодых офицеров с высшим общим образованием по специальности «командная общевойсковая» с квалификацией «офицер с высшим общим и средним военным образованием». Появились первые золотые медалисты. С 1961 по 1991 гг. по программе высшего военного учебного заведения с золотыми медалями училище окончили около 150 выпускников.
В 1963—1964 гг. в училище обучался взвод вьетнамских военнослужащих.
В 1966 году за высокие показатели в боевой и политической подготовке Указом Президиума Верховного Совета Азербайджанской ССР от 28 ноября 1966 года училищу было присвоено имя Верховного Совета Азербайджанской ССР.
С 1 сентября 1968 года училище было переведено на технический профиль обучения, курсанты стали обучаться по специальности «командная общевойсковая» с квалификацией «офицер мотострелковых войск, инженер по эксплуатации бронетанковой техники и автомобилей», то есть получали уже не общее, а специальное высшее образование.
В октябре 1970 года училище, как и на предыдущих парадах, открывало военный парад войск Бакинского гарнизона в честь 50-летия Советского Азербайджана. Показав высокую строевую выучку, все участники парада получили благодарность от министра обороны СССР Маршала Советского Союза А. А. Гречко, который на следующий день побывал в расположении Бакинского ВОКУ.
В 1978 году Бакинское ВОКУ было награждено Грамотой министра обороны СССР и признано одним из лучших по итогам Всеармейского смотра-конкурса, посвященного 60-летию Великого Октября.
В 1980 году за активную военно-патриотическую работу и по итогам социалистического соревнования в честь 110-й годовщины со дня рождения В. И. Ленина, 60-летия Азербайджанской ССР и Компартии Азербайджана училище было награждено Памятным Красным Знаменем Центрального Комитета Компартии Азербайджана, Президиума Верховного Совета и Совета Министров Азербайджанской ССР.
В 1980-е гг., в период боевых действий Ограниченного контингента советских войск в Афганистане, в Бакинском ВОКУ была введена горная и воздушно-десантная подготовка курсантов.
В 1991 году после распада СССР и обретения Азербайджаном независимости БВОКУ было расформировано.
Последний выпуск БВОКУ состоялся в 1991 году. Курсанты наборов 1988, 1989, 1990 годов были отправлены на доучивание в другие общевойсковые училища РФ.
Указом Президента Азербайджана в мае 1992 года образовано военное училище для подготовки военных кадров Азербайджана на учебной базе Бакинского ВОКУ и казарменном фонде Каспийского высшего военно-морского училища имени С. М. Кирова (на Зыхе)
.

## Начальники училища
Список начальников училища:
- Сытников, Василий Григорьевич (29.11.1939 — 12.07.1942) — полковник (начальник Грозненского пехотного военного училища; командир Грозненского курсантского пехотного полка (13.07.1942 — 30.08.1942)
- Шелков-Езов Г. В. (13.07.1942 — 08.1942) — полковник, ВРИО начальника (формировал Грозненское военное пехотное училище (2-го формирования))
- Билюга, Тимофей Денисович (08.1942 — 10.1942) — подполковник (начальник Грозненского военного пехотного училища)
- Молчанов, Владимир Алексеевич (1942—1947) — генерал-майор (начальник Бакинского пехотного училища)
- Смирнов, Гурий Николаевич (1947—1950) — генерал-майор
- Преображенский, Георгий Николаевич (1950—1953) — генерал-майор[11]
- Грединаренко, Леонид Иванович (1953—1956) — генерал-майор (начальник Бакинского военного училища)
- Зейналов, Гаджибаба Мамед оглы (1957—1960) — генерал-майор
- Федотов, Василий Николаевич (1960—1965) — генерал-майор[12] (начальник Бакинского высшего общевойскового командного училища)
- Севастьянов, Константин Васильевич (1965—1970) — генерал-майор (начальник Бакинского высшего общевойскового командного училища им. Верховного Совета АзССР)
- Александров, Фёдор Алексеевич (1970—1977) — генерал-майор[13]
- Баршатлы, Валех Эюб оглы (1977—1987) — генерал-майор (с 1980 — генерал-лейтенант)
- Лобанов, Александр Иванович (1987—1989) — генерал-майор
- Кошевой, Виктор Трифонович (1990—1991) — полковник (позже генерал-майор)[2].

## Ветеранские организации
Создана общественная организация ветеранов «Содружество выпускников БВОКУ», проводятся встречи выпускников, командиров, преподавателей и членов их семей на юбилеи училища, выпусков, региональные встречи, функционируют форумы сайтов, сайты училища, группы и сообщества в социальных сетях для общения, помощи и поддержки, увековечивания памяти и истории училища.
Создан памятный знак «бвокеров».

## Память
- Мемориал погибшим курсантам и офицерам Грозненского курсантского стрелкового полка в станице Васильевка Волгоградской области.
- Памятники героям-выпускникам в г. Баку и других городах.
- Мемориальные доски.
- Названы улицы в честь героев учившихся и работавших в училище. Улица имени Героя России гвардии майора Дорофеева А. В. в г. Калининград.
- Музей истории училища в Азербайджанском высшем военном училище им. Гейдара Алиева в г. Баку.
- Памятные знаки, вымпелы и другая символика.
- Виртуальный музей БВОКУ на сайте «Четвертый батальон БВОКУ»http://kombat-bvoku.com/.

### Комментарии
1. ↑  На фронт были отправлены также курсанты Краснодарского, Винницкого, 2-го Орджоникидзевского училищ и некоторых других. К концу августа сохранился лишь полк Орджоникидзевского училища, находившийся в резерве.

### Сноски
1. ↑  по штату № 19/20 «А»
2. 1 2 3 4 5 6 7 8 9 10 11 12  Четвертый батальон БВОКУ — Главная. Дата обращения: 23 марта 2017. Архивировано 5 марта 2017 года.
3. ↑  История БВОКУ. Дата обращения: 27 марта 2017. Архивировано 2 марта 2017 года.
4. ↑  Приказ НКО СССР от 24.08.1940 № 0195 — Викитека. Дата обращения: 28 марта 2017. Архивировано 21 января 2022 года.
5. ↑  Грозненское военно-пехотное училище. Дата обращения: 28 марта 2017. Архивировано 29 марта 2017 года.
6. ↑  Грозненское пехотное военное училище (1 ф.). Дата обращения: 27 марта 2017. Архивировано 28 марта 2017 года.
7. ↑  Грозненское военное пехотное училище (II ф.). Дата обращения: 27 марта 2017. Архивировано 28 марта 2017 года.
8. ↑  И. Б. Мощанский Стоять насмерть! С. 30.
9. ↑  О. А. Долгов, Н. Е. Дербенев, А. В. Дорофеев. БАКИНСКОЕ ВЫСШЕЕ / под общей редакцией Максина И. В.. — Баку: Типография БВОКУ, 1965. — 120 с.
10. ↑  Н. В. Гафурова (Смазилкина). 75 лет Бакинскому высшему общевойсковому. — Санкт-Петербург: издательство Политехнического университета, 2014. — 210 с. — ISBN 978-5-7422-4607-7.
11. ↑  Преображенский, Георгий Николаевич. Дата обращения: 23 марта 2017. Архивировано 6 октября 2013 года.
12. ↑  Федотов, Василий Николаевич. Дата обращения: 23 марта 2017. Архивировано 7 марта 2016 года.
13. ↑  Приведение в Военной Присяге курсантов 4-го батальона БВОКУ. Дата обращения: 23 марта 2017. Архивировано 3 февраля 2014 года.
14. ↑  Четвёртый батальон БВОКУ. Дата обращения: 23 марта 2017. Архивировано 5 марта 2017 года.